# 萊蒂西亞·格里瑪爾迪
萊蒂西亞·格里瑪爾迪·斯皮策（法語：Laetitia Grimaldi Spitzer），法國抒情女高音，畢業於紐約市的茱莉亞學院。

## 生平
出生於法國的萊蒂西亞·格里瑪爾迪，童年期間分別在里斯本和倫敦成長。自師承 Teresa Berganza 並開始學習聲樂之後，她前往曼哈頓音樂學院學習，並於茱莉亞學院完成碩士學位。在茱莉亞音樂學院學習期間，萊蒂西亞·格里瑪爾迪獲得了Kate Neal Kinley 紀念獎學金國際比賽一等獎。
在茱莉亞學院學習期間，萊蒂西亞·格里瑪爾迪贏得了凱特·尼爾·金利紀念競賽的一等獎。 與此同時，她還將追隨托馬斯·艾倫爵士(Sir Thomas Allen)、阿尔弗雷德·布伦德尔、艾瑪·柯克比(Emma Kirkby)、伊利安娜·柯特魯巴(Ileana cotruba)、托馬斯·克特魯瓦(Thomas Quasthoff)、弗朗索·馬蒂諾(fran ois le Roux)、馬爾科姆·馬蒂諾(Malcolm Martineau)、克里斯蒂安·伊瓦爾迪(Christian Ivaldi)和亨特肖(Markus hterh)。
她於2013年在卡內基音樂廳首次亮相，並在瑞士的維比耶音樂節、法國的 Aix-en-Provence 節、芝加哥的拉維尼亞音樂節以及瑞士的梅紐因音樂節。

## 獲獎與榮譽
萊蒂西亞·格里瑪爾迪受邀參加維比耶音樂節(瑞士)、艾克斯-普羅旺斯音樂節(法國)、 Ravinia Festival Chicago (美國)、諾維奇系列音樂會(聯合王國)、格施塔德的 Menuhin 音樂節和萊比錫音樂節(德國)。
萊蒂西亞·格里瑪爾迪獲得藝術家指導，包括Dame Emma Kirkby，Illeana Cotrubas，阿尔弗雷德·布伦德尔，Teresa Berganza，Sir Thomas Allen和 Masaaki Suzuki等。 自2015年以來，萊蒂西亞·格里瑪爾迪一直受到著名德國男中音Matthias Goerne的指導。

## 外部連結
- Laetitia Grimaldi sings Henri Duparc (video clip)
- Art Song Canberra Review （页面存档备份，存于） CityNews, May 14, 2018
- [官方网站（页面存档备份，存于）
- Opera Musica
- Laetitia Grimaldi, Soprano, Ammiel Bushakevitz, un triomphe le 12 février Salle Cortot （页面存档备份，存于）
- Vocal + Piano Masterclass with Laetitia Grimaldi and Ammiel Bushakevitz （页面存档备份，存于）
- Laetitia Grimaldi (Soprano) and Ammiel Bushakevitz (Piano) （页面存档备份，存于）
- Review / Sublime afternoon of songs and piano works （页面存档备份，存于）